# Siri Fagerudd
Siri Fagerudd (* 19. Oktober 1995 in Helsinki) ist eine finnlandschwedische Schauspielerin.

## Leben und Karriere
Fagerudd wurde am 19. Oktober 1995 in der zweisprachigen Stadt Helsinki (schwedisch Helsingfors) in einer finnlandschwedischen Familie geboren. Sie wuchs in Vaasa (Vasa) und Larsmo (finnisch Luoto) in Ostbottnien auf, wo die Stellung der schwedischen Sprache stärker ist als in der Hauptstadt. Ihr Vater ist der Schauspieler Johan Fagerudd und ihre Mutter die Kulturjournalistin Wivan Nygård-Fagerudd. Sie studierte an Teaterhögskolan i Stockholm, wo sie 2019 ihren Abschluss an der Theaterlinie machte.
Ihr Debüt gab sie 2018 in der Fernsehserie Sjukt oklar. Anschließend war sie 2019 in dem Kurzfilm Tower of Babel zu sehen. Außerdem trat sie 2020 in dem Kurzfilm Vuxensmaker auf. Im selben Jahr spielte sie in der Serie Blutsbande mit. Von 2019 bis 2020 bekam Fagerudd in der Serie Vakuum eine Hauptrolle.
Neben ihrer Muttersprache Schwedisch sind ihre Arbeitssprachen Englisch sowie Finnisch, Deutsch und Französisch. Sie arbeitet in Schweden und Finnland und hat die Staatsbürgerschaften beider Staaten.

## Theater
- 2021: Svindlande höjder

## Filmografie
Filme
- 2019: Tower of Babel
- 2020: Vuxensmaker

Serien
- 2018: Sjukt oklar
- 2020: Blutsbande (Tjockare än vatten)
- 2019–2022: Vakuum